# 가미코아니촌
가미코아니촌(일본어: 上小阿仁村)은 일본 아키타현 중앙부에 있는 기타아키타군의 촌이다.
아키타현의 시정촌 중에서 가장 인구가 적고 고령화, 과소화, 공동화가 급격히 진행되고 있다.

## 인접한 자치체
- 아키타시
- 기타아키타시
- 노시로시
- 미나미아키타군 고조메정

## 역사
- 1889년 4월 1일 - 정촌제 시행으로 고사와다촌·고탄자와촌·후쿠다테촌·스기하나촌·도가와촌·붓샤촌·오키타오모테촌·오바야시촌·미나미자와촌이 합병해 가미코아니촌이 성립하였다.

## 인구
| 연도 | 인구  | ±%     |
| ---- | ----- | ------ |
| 1920 | 5,526 | —      |
| 1930 | 5,302 | −4.1%  |
| 1940 | 5,461 | +3.0%  |
| 1950 | 6,529 | +19.6% |
| 1960 | 6,972 | +6.8%  |
| 1970 | 5,242 | −24.8% |
| 1980 | 4,352 | −17.0% |
| 1990 | 3,726 | −14.4% |
| 2000 | 3,369 | −9.6%  |
| 2010 | 2,747 | −18.5% |

## 교통

### 도로
- 국도 285호선(일본어판)